# Kristin Haynie
Kristin Lynne Haynie (Mason, 17 giugno 1983) è un'ex cestista e allenatrice di pallacanestro statunitense, professionista nella WNBA e in Europa.
Playmaker, è stata professionista nella WNBA e ha giocato nella massima serie italiana con Priolo e Sesto San Giovanni.

## Carriera
Nella WNBA, ha giocato quattro stagioni per le Sacramento Monarchs (compresa la parentesi di agosto e settembre 2009), per le Atlanta Dream e per le Detroit Shock.
Durante l'offseason della lega americana, ha disputato l'Eurolega con TEO Vilnius e CSKA Volgaburmash, più una stagione in Grecia e una in Italia.

## Palmarès
- Campionessa WNBA (2005)
- Miglior tiratrice da tre punti WNBA (2007)

## Statistiche

### Presenze e punti nei club
Statistiche aggiornate al 30 giugno 2010
| Stagione        | Squadra              | Competizione | Partite | Partite | Partite | Statistiche tiro | Statistiche tiro | Statistiche tiro | Altre statistiche | Altre statistiche | Altre statistiche | Altre statistiche | Altre statistiche |
| Stagione        | Squadra              | Competizione | Pres.   | Titol.  | Minuti  | Tiri da 2        | Tiri da 3        | Liberi           | Rimb.             | Assist            | Rubate            | Stopp.            | Punti             |
| --------------- | -------------------- | ------------ | ------- | ------- | ------- | ---------------- | ---------------- | ---------------- | ----------------- | ----------------- | ----------------- | ----------------- | ----------------- |
| 2005            | Sacramento Monarchs  | WNBA         | 30      | 0       | 434     | 40/117           | 5/32             | 19/23            | 62                | 43                | 33                | 1                 | 104               |
| 2006            | Sacramento Monarchs  | WNBA         | 34      | 0       | 471     | 55/151           | 9/30             | 21/25            | 67                | 68                | 27                | 2                 | 140               |
| 2007            | Sacramento Monarchs  | WNBA         | 34      | 2       | 545     | 48/136           | 22/45            | 8/10             | 37                | 70                | 18                | 6                 | 126               |
| 2008            | Atlanta Dream        | WNBA         | 33      | 3       | 486     | 30/95            | 10/32            | 24/32            | 56                | 82                | 30                | 4                 | 94                |
| 2009            | Detroit Shock        | WNBA         | 20      | 2       | 161     | 17/40            | 3/13             | 7/9              | 25                | 11                | 14                | 0                 | 44                |
| ago. 2009       | Sacramento Monarchs  | WNBA         | 9       | 1       | 156     | 16/48            | 5/15             | 10/12            | 15                | 18                | 13                | 1                 | 47                |
| 2009-2010       | Erg Power&Gas Priolo | Serie A1     | 18      | 17      | 637     | 61/122           | 9/42             | 54/69            | 69                | 27                | 48                | 1                 | 203               |
| Totale carriera |                      |              |         |         |         |                  |                  |                  |                   |                   |                   |                   |                   |